# Stazione di Equi Terme
Stazione di Equi Terme vasútállomás Olaszországban, Casola in Lunigiana településen.

## Vasútvonalak
Az állomást az alábbi vasútvonalak érintik:
- Aulla Lunigiana–Lucca-vasútvonal

## Kapcsolódó állomások
A vasútállomáshoz az alábbi állomások vannak a legközelebb:
- Stazione di Monzone-Monte dei Bianchi-Isolano
- Stazione di Minucciano-Pieve-Casola